# Sofja Wassiljewna Kowalewskaja

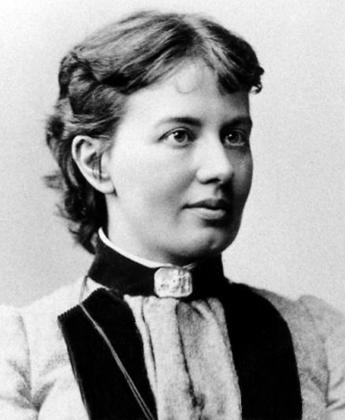
Sofja Kowalewskaja um 1880

Sofja Wassiljewna Kowalewskaja (russisch Софья Васильевна Ковалевская, wiss. Transliteration Sof'ja Vasil'evna Kovalevskaja; * 3. Januarjul. / 15. Januar 1850greg. in Moskau; † 29. Januarjul. / 10. Februar 1891greg. in Stockholm) war eine russische Mathematikerin. Im Jahr 1884 wurde sie an der Universität Stockholm die weltweit erste Professorin für Mathematik, die selbst Vorlesungen hielt. Kowalewskaja leistete nicht nur in der Mathematik Bedeutendes, sondern hatte auch mit ihren 1889 erstmals erschienenen Kindheitserinnerungen großen Erfolg. Politisch war sie ebenfalls aktiv und setzte sich für das Recht aller Frauen auf Ausbildung ein.
Sie ist bekannt für Arbeiten in der Mechanik (Kreiseltheorie) und zu partiellen Differentialgleichungen (Satz von Cauchy-Kowalewskaja).

## Namensvarianten
Zu Sofja Kowalewskaja gibt es viele verschiedene Namensversionen: In englischen Arbeiten heißt sie meistens Sofia Kovalevskaia oder Sofya Kovalevskaya. Weil in den westeuropäischen Ländern weitgehend unbekannt war, dass es in den slawischen Ländern auch eine weibliche Form des Nachnamens gibt, wird sie in Westeuropa bis heute häufig unter dem Namen ihres Mannes Kowalewski (auch Kowalewsky oder Kovalewsky) geführt; ihr Vorname wurde in Deutschland zumeist zu Sonja, in Frankreich zu Sophie. Ihre in deutscher Sprache verfasste Dissertation veröffentlichte sie unter dem Namen Sophie von Kowalevsky geb. von Korvin-Krukovskoy.

## Leben
Geboren wurde Kowalewskaja als zweite Tochter von Elisabeth Fjodorowna Schubert (1820–1879) und General Wassili Wassiljewitsch Krukowski (1800–1874, auch Korwin-Krukowski). Ihre Mutter war eine gebildete Frau, die den zwanzig Jahre älteren Artillerieoffizier der Kaiserlich Russischen Armee und Gutsbesitzer geheiratet hatte, um ihrem Elternhaus zu entfliehen. Sie war die Tochter des deutschstämmigen Offiziers in russischen Diensten, Militärkartografen und Geodäten Friedrich Schubert (* 1789 in Sankt Petersburg; † 1865), und dieser wiederum der Sohn von Friedrich Theodor von Schubert.
| \| \| \| \| \| \| \| \| \| \| \| \| \| Friedr. von Schubert \| Friedr. von Schubert \| Friedr. von Schubert \| Friedr. von Schubert \| Friedr. von Schubert \| Friedr. von Schubert \| \| \| Luise von Cronhelm \| Luise von Cronhelm \| Luise von Cronhelm \| Luise von Cronhelm \| Luise von Cronhelm \| Luise von Cronhelm \| \| \| \| \| \| \| \| \| \| \| \| \| \| \| \| \| \| \| \| \| \| \| \| \| \| Friedr. von Schubert \| Friedr. von Schubert \| Friedr. von Schubert \| Friedr. von Schubert \| Friedr. von Schubert \| Friedr. von Schubert \| \| \| Luise von Cronhelm \| Luise von Cronhelm \| Luise von Cronhelm \| Luise von Cronhelm \| Luise von Cronhelm \| Luise von Cronhelm \| \| \| \| \| \| \| \| \| \| \| \| \| \| \| \| \| \| \| \| \| \| \| \| \| \| \| \| \| \| \| \| \| \| \| \| \| \| \| \| \| \| \| \| \| \| \| \| \| \| \| \| \| \| \| \| \| \| \| \| \| \| \| \| \| \| \| \| \| Friedr. Schubert \| Friedr. Schubert \| Friedr. Schubert \| Friedr. Schubert \| Friedr. Schubert \| Friedr. Schubert \| \| \| Sophie Rall \| Sophie Rall \| Sophie Rall \| Sophie Rall \| Sophie Rall \| Sophie Rall \| \| \| \| \| \| \| \| \| \| \| \| \| \| \| \| \| \| \| \| \| \| \| \| \| \| Friedr. Schubert \| Friedr. Schubert \| Friedr. Schubert \| Friedr. Schubert \| Friedr. Schubert \| Friedr. Schubert \| \| \| Sophie Rall \| Sophie Rall \| Sophie Rall \| Sophie Rall \| Sophie Rall \| Sophie Rall \| \| \| \| \| \| \| \| \| \| \| \| \| \| \| \| \| \| \| \| \| \| \| \| \| \| \| \| \| \| \| \| \| \| \| \| \| \| \| \| \| \| \| \| \| \| \| \| \| \| \| \| \| \| \| \| \| \| \| \| \| \| \| \| \| \| \| \| \| \| \| \| \| \| \| \| \| \| \| \| \| \| \| \| \| \| \| \| \| \| \| \| \| \| \| \| \| \| \| \| Wassili Korwin-Krukowski \| Wassili Korwin-Krukowski \| Wassili Korwin-Krukowski \| Wassili Korwin-Krukowski \| Wassili Korwin-Krukowski \| Wassili Korwin-Krukowski \| \| \| Elisabeth Schubert \| Elisabeth Schubert \| Elisabeth Schubert \| Elisabeth Schubert \| Elisabeth Schubert \| Elisabeth Schubert \| \| \| Alexandrine Schubert \| Alexandrine Schubert \| Alexandrine Schubert \| Alexandrine Schubert \| Alexandrine Schubert \| Alexandrine Schubert \| \| \| \| \| \| \| \| \| \| \| \| \| \| \| \| \| \| Wassili Korwin-Krukowski \| Wassili Korwin-Krukowski \| Wassili Korwin-Krukowski \| Wassili Korwin-Krukowski \| Wassili Korwin-Krukowski \| Wassili Korwin-Krukowski \| \| \| Elisabeth Schubert \| Elisabeth Schubert \| Elisabeth Schubert \| Elisabeth Schubert \| Elisabeth Schubert \| Elisabeth Schubert \| \| \| Alexandrine Schubert \| Alexandrine Schubert \| Alexandrine Schubert \| Alexandrine Schubert \| Alexandrine Schubert \| Alexandrine Schubert \| \| \| \| \| \| \| \| \| \| \| \| \| \| \| \| \| \| \| \| \| \| \| \| \| \| \| \| \| \| \| \| \| \| \| \| \| \| \| \| \| \| \| \| \| \| \| \| \| \| \| \| \| \| \| \| \| \| \| \| \| \| \| \| \| \| \| \| \| \| \| \| \| \| \| \| \| \| \| \| \| \| \| \| Fjodor Krukowski \| Fjodor Krukowski \| Fjodor Krukowski \| Fjodor Krukowski \| Fjodor Krukowski \| Fjodor Krukowski \| \| \| Victor Jaclard \| Victor Jaclard \| Victor Jaclard \| Victor Jaclard \| Victor Jaclard \| Victor Jaclard \| \| \| Anna Krukowski \| Anna Krukowski \| Anna Krukowski \| Anna Krukowski \| Anna Krukowski \| Anna Krukowski \| \| \| Wladimir Kowalewski \| Wladimir Kowalewski \| Wladimir Kowalewski \| Wladimir Kowalewski \| Wladimir Kowalewski \| Wladimir Kowalewski \| \| \| Sofja Kowalewskaja \| Sofja Kowalewskaja \| Sofja Kowalewskaja \| Sofja Kowalewskaja \| Sofja Kowalewskaja \| Sofja Kowalewskaja \| \| Fjodor Krukowski \| Fjodor Krukowski \| Fjodor Krukowski \| Fjodor Krukowski \| Fjodor Krukowski \| Fjodor Krukowski \| \| \| Victor Jaclard \| Victor Jaclard \| Victor Jaclard \| Victor Jaclard \| Victor Jaclard \| Victor Jaclard \| \| \| Anna Krukowski \| Anna Krukowski \| Anna Krukowski \| Anna Krukowski \| Anna Krukowski \| Anna Krukowski \| \| \| Wladimir Kowalewski \| Wladimir Kowalewski \| Wladimir Kowalewski \| Wladimir Kowalewski \| Wladimir Kowalewski \| Wladimir Kowalewski \| \| \| Sofja Kowalewskaja \| Sofja Kowalewskaja \| Sofja Kowalewskaja \| Sofja Kowalewskaja \| Sofja Kowalewskaja \| Sofja Kowalewskaja \| \| \| \| \| \| \| \| \| \| \| \| \| \| \| \| \| \| \| \| \| \| \| \| \| \| \| \| \| \| \| \| \| \| \| \| \| \| \| \| \| \| \| \| \| \| \| \| \| \| \| \| \| \| \| \| \| \| \| \| \| \| \| \| \| \| \| \| \| Sofja (Fufa) Kowalewskaja \| \| \| \| \| \| \| \| \| \| |                  |                  |                  |                  |                  |  |  |                |                |                |                |                          |                          |                          |                          |                          |                          |                  |                  |                    |                    |                    |                    |                     |                     |                     |                     |                           |                      |                      |                      |                      |                      |                    |                    |                    |                    |
| Familie von Sofja Kowalewskaja und ihrer Tochter Sofja Kowalewskaja |                  |                  |                  |                  |                  |  |  |                |                |                |                |                          |                          |                          |                          |                          |                          |                  |                  |                    |                    |                    |                    |                     |                     |                     |                     |                           |                      |                      |                      |                      |                      |                    |                    |                    |                    |
| |                  |                  |                  |                  |                  |  |  |                |                |                |                | Friedr. von Schubert     | Friedr. von Schubert     | Friedr. von Schubert     | Friedr. von Schubert     | Friedr. von Schubert     | Friedr. von Schubert     |                  |                  | Luise von Cronhelm | Luise von Cronhelm | Luise von Cronhelm | Luise von Cronhelm | Luise von Cronhelm  | Luise von Cronhelm  |                     |                     |                           |                      |                      |                      |                      |                      |                    |                    |                    |                    |
| |                  |                  |                  |                  |                  |  |  |                |                |                |                | Friedr. von Schubert     | Friedr. von Schubert     | Friedr. von Schubert     | Friedr. von Schubert     | Friedr. von Schubert     | Friedr. von Schubert     |                  |                  | Luise von Cronhelm | Luise von Cronhelm | Luise von Cronhelm | Luise von Cronhelm | Luise von Cronhelm  | Luise von Cronhelm  |                     |                     |                           |                      |                      |                      |                      |                      |                    |                    |                    |                    |
| |                  |                  |                  |                  |                  |  |  |                |                |                |                |                          |                          |                          |                          |                          |                          |                  |                  |                    |                    |                    |                    |                     |                     |                     |                     |                           |                      |                      |                      |                      |                      |                    |                    |                    |                    |
| |                  |                  |                  |                  |                  |  |  |                |                |                |                |                          |                          |                          |                          | Friedr. Schubert         | Friedr. Schubert         | Friedr. Schubert | Friedr. Schubert | Friedr. Schubert   | Friedr. Schubert   |                    |                    | Sophie Rall         | Sophie Rall         | Sophie Rall         | Sophie Rall         | Sophie Rall               | Sophie Rall          |                      |                      |                      |                      |                    |                    |                    |                    |
| |                  |                  |                  |                  |                  |  |  |                |                |                |                |                          |                          |                          |                          | Friedr. Schubert         | Friedr. Schubert         | Friedr. Schubert | Friedr. Schubert | Friedr. Schubert   | Friedr. Schubert   |                    |                    | Sophie Rall         | Sophie Rall         | Sophie Rall         | Sophie Rall         | Sophie Rall               | Sophie Rall          |                      |                      |                      |                      |                    |                    |                    |                    |
| |                  |                  |                  |                  |                  |  |  |                |                |                |                |                          |                          |                          |                          |                          |                          |                  |                  |                    |                    |                    |                    |                     |                     |                     |                     |                           |                      |                      |                      |                      |                      |                    |                    |                    |                    |
| |                  |                  |                  |                  |                  |  |  |                |                |                |                |                          |                          |                          |                          |                          |                          |                  |                  |                    |                    |                    |                    |                     |                     |                     |                     |                           |                      |                      |                      |                      |                      |                    |                    |                    |                    |
| |                  |                  |                  |                  |                  |  |  |                |                |                |                | Wassili Korwin-Krukowski | Wassili Korwin-Krukowski | Wassili Korwin-Krukowski | Wassili Korwin-Krukowski | Wassili Korwin-Krukowski | Wassili Korwin-Krukowski |                  |                  | Elisabeth Schubert | Elisabeth Schubert | Elisabeth Schubert | Elisabeth Schubert | Elisabeth Schubert  | Elisabeth Schubert  |                     |                     | Alexandrine Schubert      | Alexandrine Schubert | Alexandrine Schubert | Alexandrine Schubert | Alexandrine Schubert | Alexandrine Schubert |                    |                    |                    |                    |
| |                  |                  |                  |                  |                  |  |  |                |                |                |                | Wassili Korwin-Krukowski | Wassili Korwin-Krukowski | Wassili Korwin-Krukowski | Wassili Korwin-Krukowski | Wassili Korwin-Krukowski | Wassili Korwin-Krukowski |                  |                  | Elisabeth Schubert | Elisabeth Schubert | Elisabeth Schubert | Elisabeth Schubert | Elisabeth Schubert  | Elisabeth Schubert  |                     |                     | Alexandrine Schubert      | Alexandrine Schubert | Alexandrine Schubert | Alexandrine Schubert | Alexandrine Schubert | Alexandrine Schubert |                    |                    |                    |                    |
| |                  |                  |                  |                  |                  |  |  |                |                |                |                |                          |                          |                          |                          |                          |                          |                  |                  |                    |                    |                    |                    |                     |                     |                     |                     |                           |                      |                      |                      |                      |                      |                    |                    |                    |                    |
| |                  |                  |                  |                  |                  |  |  |                |                |                |                |                          |                          |                          |                          |                          |                          |                  |                  |                    |                    |                    |                    |                     |                     |                     |                     |                           |                      |                      |                      |                      |                      |                    |                    |                    |                    |
| Fjodor Krukowski | Fjodor Krukowski | Fjodor Krukowski | Fjodor Krukowski | Fjodor Krukowski | Fjodor Krukowski |  |  | Victor Jaclard | Victor Jaclard | Victor Jaclard | Victor Jaclard | Victor Jaclard           | Victor Jaclard           |                          |                          | Anna Krukowski           | Anna Krukowski           | Anna Krukowski   | Anna Krukowski   | Anna Krukowski     | Anna Krukowski     |                    |                    | Wladimir Kowalewski | Wladimir Kowalewski | Wladimir Kowalewski | Wladimir Kowalewski | Wladimir Kowalewski       | Wladimir Kowalewski  |                      |                      | Sofja Kowalewskaja   | Sofja Kowalewskaja   | Sofja Kowalewskaja | Sofja Kowalewskaja | Sofja Kowalewskaja | Sofja Kowalewskaja |
| Fjodor Krukowski | Fjodor Krukowski | Fjodor Krukowski | Fjodor Krukowski | Fjodor Krukowski | Fjodor Krukowski |  |  | Victor Jaclard | Victor Jaclard | Victor Jaclard | Victor Jaclard | Victor Jaclard           | Victor Jaclard           |                          |                          | Anna Krukowski           | Anna Krukowski           | Anna Krukowski   | Anna Krukowski   | Anna Krukowski     | Anna Krukowski     |                    |                    | Wladimir Kowalewski | Wladimir Kowalewski | Wladimir Kowalewski | Wladimir Kowalewski | Wladimir Kowalewski       | Wladimir Kowalewski  |                      |                      | Sofja Kowalewskaja   | Sofja Kowalewskaja   | Sofja Kowalewskaja | Sofja Kowalewskaja | Sofja Kowalewskaja | Sofja Kowalewskaja |
| |                  |                  |                  |                  |                  |  |  |                |                |                |                |                          |                          |                          |                          |                          |                          |                  |                  |                    |                    |                    |                    |                     |                     |                     |                     |                           |                      |                      |                      |                      |                      |                    |                    |                    |                    |
| |                  |                  |                  |                  |                  |  |  |                |                |                |                |                          |                          |                          |                          |                          |                          |                  |                  |                    |                    |                    |                    |                     |                     |                     |                     | Sofja (Fufa) Kowalewskaja |                      |                      |                      |                      |                      |                    |                    |                    |                    |

Wie damals in Russland in ihrer Schicht üblich, wurde Sofja direkt nach der Geburt in die Obhut einer Kinderfrau gegeben, die sich um ihre Erziehung kümmerte. Ihre Eltern sah sie nur zu den Mahlzeiten, und auch mit ihren Geschwistern hatte sie aufgrund des Altersunterschiedes (ihre Schwester Anna Corwin-Krukowski (1844–1887) war sechs Jahre älter, ihr Bruder Fjodor fünf Jahre jünger) in der Kindheit nicht viel Kontakt. Anna wurde aber später ihre engste Vertraute – ihr verdankt sie den Kontakt mit einer intellektuellen Jugendbewegung, den sogenannten Nihilisten, die auch für die Befreiung der Frau kämpften und Sofja schließlich ihren Traum vom Studium im Ausland erfüllen halfen.
Als Sofja etwa acht Jahre alt war, nahm ihr Vater seinen Abschied von der Armee und zog mit der Familie auf das Landgut Palibino (heute in der Oblast Pskow). Dort bekam sie auch eine neue Gouvernante: Miss Smith aus England, eine resolute Frau, die von nun an für Sofjas Erziehung und Ausbildung verantwortlich war.

### Der Weg zur Mathematik
Sofjas Interesse für Mathematik entstand unter anderem durch mathematische Dokumente in ihrer häuslichen Umgebung. Als das Gut Palibino renoviert wurde, reichte die Tapete für das Kinderzimmer nicht mehr aus. Daher wurden die Wände dieses Zimmers mit Papier beklebt, das man auf dem Dachboden des Hauses gefunden hatte. So wurden die Wände von Sofjas Zimmer mit dem Skript einer Vorlesung von Michail Ostrogradski über Differential- und Integralrechnung, die ihr Vater in seiner Jugend gehört hatte, tapeziert. Mit diesen Skripten beschäftigte sie sich intensiv.
Gefördert wurde ihr Interesse an der Mathematik besonders durch einen ihrer Onkel väterlicherseits, der gerne las und darüber sprach. Er hatte sich als Nichtmathematiker autodidaktisch Fachwissen angeeignet. Sofja hörte ihm bei seinen mathematischen Ausführungen zu und entwickelte Interesse dafür. So hörte sie zum ersten Mal von der „Quadratur des Kreises“ und von Asymptoten, „auf die eine Kurve beständig zuläuft, um sie doch erst im Unendlichen zu berühren“.
Der elementare mathematische Unterricht, den sie bei ihrem polnischen Hauslehrer erhielt, erschien ihr daher zunächst langweilig. Als ihr Interesse an Algebra und Geometrie schließlich zunahm, verbot ihr Vater ihr den Mathematikunterricht. Sie ging weiterhin heimlich ihrem Interesse nach.
Mit fünfzehn Jahren las sie in einem Physikbuch, das ein Nachbar, Professor Tyrtow, geschrieben hatte. Die trigonometrischen Formeln im Kapitel Optik interpretierte und erfasste sie selbstständig. Nach ihrer Erläuterung der Interpretation zum Sinus dem Verfasser gegenüber setzte sich dieser dafür ein, dass Sofja Unterricht in höherer Mathematik bekommen sollte.
So konnte sich Sofja schließlich gegen ihren Vater durchsetzen und erhielt Unterricht bei Professor Strannolubski in Sankt Petersburg. Dort traf sie auch Dostojewski, für den sie eine schwärmerische Neigung empfand, wie sie in ihren Memoiren schrieb. Dostojewski fühlte sich aber zu ihrer Schwester Anna hingezogen. Anna hatte in der Zeitschrift von Dostojewski ihre erste Erzählung veröffentlicht und besuchte ihn in Sankt Petersburg.
Zu dieser Zeit durften Frauen in Russland weder studieren noch als Gasthörerinnen an Vorlesungen teilnehmen. Viele planten deshalb ein Studium im als fortschrittlich geltenden Westen. Gesellschaftlich und politisch war Russland im europäischen Vergleich relativ rückständig. Daher herrschten bei vielen jungen Frauen überzogene Vorstellungen von der Gleichberechtigung der Frauen im Westen. Viele Russinnen, die deshalb ihr Heimatland verließen, sahen sich dann im Westen in die Rolle von Vorreiterinnen gedrängt.

### Studium
Eine Reise nach Westeuropa war nicht einfach, denn russische Frauen besaßen zu dieser Zeit keinen eigenen Reisepass. Eine Auslandsreise war ihnen nur in Begleitung des Vaters oder eines Ehemanns möglich, in dessen Pass sie eingetragen wurden. Da Sofja Kowalewskaja unbedingt Mathematik und Naturwissenschaften studieren wollte, setzte sie sich gegen den Willen ihres Vaters durch und ging im September 1868 mit dem Studenten Wladimir Onufrijewitsch Kowalewski (1842–1883), einem Anhänger der Nihilisten, eine Scheinehe ein. Im April 1869 reisten beide nach Wien, wo Kowalewski Geologie studieren wollte. Er wurde später ein bekannter Paläontologe.
Die Ehe war als reine Zweckehe gedacht, doch im Laufe ihres Lebens gab es immer wieder Zeiten, in denen Kowalewskaja mit ihrem Mann zusammen wohnte und lebte; diese wechselten mit Zeiten, in denen die Eheleute getrennt lebten oder sogar an Scheidung dachten.
Kowalewskaja erhielt zwar an der Universität Wien vom Physikprofessor Lange (wahrscheinlich ist Viktor von Lang gemeint) die Genehmigung, an seinen Vorlesungen teilzunehmen. Allerdings war ihr Wien zu teuer, und sie hielt die Mathematik dort für schlecht. Daher beschloss sie, nach Heidelberg zu gehen. Hier musste sie feststellen, dass Frauen eine Immatrikulation nicht gestattet war. Erst nach persönlichen Gesprächen mit einzelnen Professoren der Mathematik und Physik konnte sie schließlich ihr Studium an der Ruprecht-Karls-Universität Heidelberg zum Sommersemester 1869 aufnehmen – wenn auch nur als Gasthörerin. Sie hörte Mathematik bei Paul du Bois-Reymond und Leo Koenigsberger, Physik bei Hermann von Helmholtz und Gustav Kirchhoff und Chemie bei Robert Wilhelm Bunsen. Zusammen mit ihrer Schwester Anna und ihrem Mann wohnte Kowalewskaja während der Heidelberger Studienjahre in der Unteren Straße der Heidelberger Altstadt.
Zum Wintersemester 1870 wechselte Sofja Kowalewskaja auf Anraten von Professor Koenigsberger nach Berlin zu Karl Weierstraß, einem der bedeutendsten Mathematiker der damaligen Zeit.

### Promotion und Berufstätigkeit
Trotz guter Empfehlungsschreiben ihrer Heidelberger Professoren prüfte Weierstraß sie zunächst, indem er ihr eine schwere Aufgabe stellte. Eine Woche später zeigte sie ihm ihre Lösung, von der er so beeindruckt war, dass er sich von nun an für Kowalewskaja einsetzte. Doch gegen die konservative Verwaltung konnte auch er nichts ausrichten. So bot er ihr schließlich Privatstunden an.
Vier Jahre lang studierte sie in Berlin. Einmal in der Woche besuchte ihr Lehrer sie in ihrer kleinen Wohnung, am Sonntag besuchte sie ihn. So entstand ein enges Verhältnis zwischen den beiden, das wohl weit über eine normale Lehrer-Schüler-Beziehung hinausging.
Dazwischen war Sofja Kowalewskaja von April bis Mai 1871 mit ihrem Mann in Paris, da sie sich um ihre Schwester Anna sorgte, die mit ihrem Mann Victor Jaclard, einem Offizier der Nationalgarde, aktiv auf Seiten der Aufständischen in der Pariser Kommune war. Nach der Niederschlagung der Kommune eilten sie wieder nach Paris. Ihre Schwester hatte zwar aus Paris fliehen können, doch deren Mann war dort inhaftiert. Dieser konnte schließlich auch entkommen oder wurde (nach anderen Berichten) auf Intervention ihres Vaters General Corwin-Krukowski, den die Schwestern dafür einspannten, bei Adolphe Thiers befreit. In der Zeit in Paris versorgte Kowalewskaja auch Verwundete im Hospital, nahm aber nicht aktiv am Aufstand teil.
Nachdem Kowalewskaja ihren Lehrer Weierstraß vom unkonventionellen Charakter ihrer Ehe unterrichtet hatte, unterstützte er sie bei ihrer Dissertation, an der sie ab November 1872 arbeitete – überwiegend in ihrer kleinen Wohnung, manchmal bis zu sechzehn Stunden am Tag. Sie verließ das Haus nur selten und schien kein Interesse mehr für irgendetwas anderes als die Mathematik zu haben. So fertigte sie bis zum Sommer 1874 drei Arbeiten an, die sie als Doktorarbeit einreichen konnte.
Komplizierter als die Anfertigung der Arbeiten selbst gestaltete sich die Suche nach einer Universität, an der Kowalewskaja promoviert werden konnte. Schließlich entschied sich Weierstraß für die Universität Göttingen. Obwohl er selbst das Frauenstudium nicht unterstützte, setzte er sich für Kowalewskaja ein und erreichte letztlich, dass sie in absentia (ohne mündliche Prüfungen) promovieren konnte.
Ernst Schering, der ihre Arbeiten (Theorie der partiellen Differentialgleichungen, Gestalt der Saturnringe und Klassen abelscher Integrale) begutachtete, stellte fest, dass alle drei mit viel Sachkenntnis und Fleiß erstellt wurden und schon eine von ihnen für die Doktorwürde ausreichen würde. Im August 1874 erhielt sie ihren Titel summa cum laude. Sie war die zweite Frau, der von der Universität Göttingen ein akademischer Grad verliehen wurde.
Nach ihrer Promotion reiste Kowalewskaja nach Hause. Sie wollte in Russland unterrichten, hätte aber dafür ein russisches Magisterexamen machen müssen. Da sie als Frau nicht zur Universität zugelassen wurde, konnte sie auch keine Prüfung ablegen. Die einzige Möglichkeit zu unterrichten wäre in den unteren Klassen von Mädchenschulen gewesen.
Nicht nur aus diesem Grund wendete sie sich von der Mathematik ab. Sie versuchte nun, ein den Konventionen entsprechendes Leben zu führen, und lebte wieder mit ihrem Ehemann zusammen. Um finanziell unabhängig zu werden, verstrickte sie sich mit ihrem Mann in riskante Grundstücksspekulationen, welche die Familie an den Rand des Ruins brachten. Am 17. Oktober 1878 brachte sie eine Tochter zur Welt, die auch auf den Namen Sofja getauft, aber allgemein Fufa gerufen wurde.
1880 beschloss Kowalewskaja, sich wieder der Mathematik zuzuwenden. Da sie in Russland immer noch keine Stelle finden konnte, kehrte sie zur Forschung zurück. Sie übersetzte ihre dritte Dissertation, die sie noch nicht veröffentlicht hatte, ins Russische und trug sie Anfang 1880 auf dem 6. Kongress der Naturforscher und Ärzte vor. Obwohl die Ergebnisse schon sechs Jahre alt waren, waren sie noch nicht überholt.

### Professur in Stockholm
Um ihren Gläubigern zu entkommen, zog sie im selben Jahr mit ihrem Mann und ihrer Tochter nach Moskau und besuchte dort regelmäßig die Veranstaltungen der Moskauer Mathematischen Gesellschaft. Sie wurde wieder so von der Mathematik in Bann gezogen, dass sie beschloss, für zwei Monate nach Berlin zu reisen, um Anschluss an die aktuelle Forschung zu finden. Weil sie ihm nicht mehr helfen konnte, verließ sie im März 1881 ihren Mann, der inzwischen ins Ölgeschäft eingestiegen war und sich finanziell völlig ruiniert hatte.
Mit ihrer Tochter machte sie sich nun auf den Weg nach Berlin, wo sie sich gleich wieder in die Arbeit stürzte. Ende des Jahres zog sie nach Paris. Ihre Tochter wurde zusammen mit ihrer Kinderfrau zurück nach Russland gebracht und wuchs dann bei Julija Lermontowa auf, einer guten Freundin von Kowalewskaja, die sie auch schon während ihres Studiums in Heidelberg und Berlin begleitet hatte.
Im Mai 1882 besuchte der schwedische Mathematiker Gösta Mittag-Leffler, ein Schüler von Weierstraß, Kowalewskaja in Paris und stellte sie den wichtigsten französischen Mathematikern vor. Bereits im Juli desselben Jahres wurde sie von ihnen in die Pariser Mathematische Gesellschaft gewählt. Ein Jahr später trug sie erneut eine Arbeit auf dem 7. Kongress der Naturforscher und Ärzte vor. Nachdem ihr Mann im April 1883 Selbstmord begangen hatte – was Kowalewskaja sehr getroffen hatte –, besaß sie nun den respektablen Status einer Witwe. Gösta Mittag-Leffler, der sich schon monatelang erfolglos um eine Stelle für sie bemüht hatte (für eine getrennt von ihrem Mann lebende Frau war das zu dieser Zeit ganz unmöglich), konnte ihr nun eine Stelle als Privatdozentin an der Universität Stockholm anbieten. Ihre Ankunft in Stockholm Ende 1883 wurde in allen Zeitungen Schwedens erwähnt. So ungewöhnlich war es, dass eine Frau eine Dozentur erhielt und dafür auch noch in ein ihr völlig fremdes Land ging.
In einem 1884 erschienenen Artikel von August Strindberg hieß es, dass „eine Frau als Mathematikprofessor eine schädliche und unangenehme Erscheinung sei, ja, daß man sie sogar ein Scheusal nennen könnte. Die Einladung dieser Frau nach Schweden, das an und für sich männliche Professoren genug habe, die sie an Kenntnissen bei weitem überträfen, sei nur durch die Höflichkeit der Schweden dem weiblichen Geschlecht gegenüber zu erklären.“
Kowalewskaja aber ließ sich von solchen Angriffen nicht entmutigen. Im ersten Semester hielt sie ihre Vorträge noch auf Deutsch, im nächsten Semester bereits auf Schwedisch.

„Als Weihnachtsgeschenk erhielt ich von Ihrer Schwester einen Artikel von Strindberg, in dem er so klar beweist, wie zweimal zwei vier ist, daß eine solche Ungeheuerlichkeit wie ein weiblicher Professor der Mathematik schädlich, unnütz und unangenehm ist. Ich finde, daß er im Grunde ganz recht hat, nur gegen eines protestiere ich, daß nämlich in Schweden eine große Anzahl Mathematiker leben soll, die mir weit überlegen seien und daß man mich nur aus Galanterie berufen habe.“

Mittag-Leffler, Herausgeber der einzigen mathematischen Zeitschrift für Skandinavien, beauftragte sie mit der Beschaffung mathematischer Artikel von russischen, aber auch deutschen und französischen Mathematikern. 1884 wurde sie Mitherausgeberin der Acta Mathematica und damit die erste Frau, die zum Herausgeberstab einer wissenschaftlichen Zeitung gehörte. Im Sommer desselben Jahres erhielt sie durch den Einsatz von Mittag-Leffler – gegen den Widerstand vieler Professoren der nicht-naturwissenschaftlichen Fächer – eine ordentliche Professur in Stockholm, zunächst allerdings auf fünf Jahre befristet. Sie erhielt zwar kein großes Gehalt, war aber die erste Professorin in Europa seit Laura Bassi (1711–1778) und Maria Gaetana Agnesi (1718–1799).
Ende 1887 lernte Kowalewskaja Alfred Nobel kennen. Dieser machte ihr zwar den Hof, allerdings kam es nicht zu einer Affäre. Bis heute hält sich hartnäckig das Gerücht, es gebe keinen Nobelpreis für Mathematik, weil Sofja Kowalewskaja eine Liaison mit Nobel gehabt und ihn wegen Gösta Mittag-Leffler verlassen habe. Für dieses Gerücht gibt es keine reale Grundlage, denn auch mit Mittag-Leffler hatte Sofja Kowalewskaja keine Beziehung. Es steht eher zu vermuten, dass für Nobel – der Arbeiten auszeichnen wollte, die einen „Nutzen für die Menschheit“ haben – dieser Nutzen in der Mathematik nicht unmittelbar erkennbar war.

### Weitere Karriere und Tod
1886 gelang Kowalewskaja die Lösung eines Spezialfalles des Problems der Rotation fester Körper um einen Fixpunkt. So wurde der nächste Bordin-Preis (Prix Bordin) der Académie des sciences (für das Jahr 1888) – einer ihrer angesehensten Preise – für einen Beitrag zur Theorie der Bewegung eines starren Körpers um einen festen Punkt ausgeschrieben, siehe Kowalewskaja-Kreisel. Das bedeutete für Kowalewskaja die Möglichkeit, diesen mit 3000 Franc dotierten Preis zu gewinnen. Die Tatsache, dass die Preisausschreibung speziell auf Kowalewskajas Arbeitsthema zugeschnitten wurde, zeigt, wie sehr sie von ihren Mathematikerkollegen in der ganzen Welt unterstützt wurde. Die Menschen, die ihr in ihrem Leben Steine in den Weg legten und an ihren Fähigkeiten zweifelten, waren in der Regel fachfremde Professoren oder ganz Außenstehende.
Im Mai 1887 starb Anna, Kowalewskajas Schwester, nach langer Krankheit. Kowalewskaja war in dieser Zeit so viel wie möglich bei ihr. Nach ihrem Tod schrieb Kowalewskaja:

„Alles im Leben erscheint mir so verblasst und uninteressant. In solchen Augenblicken taugt die Mathematik besser; man freut sich, dass eine Welt so ganz außerhalb unser selbst existiert.“

Diesem Ausspruch folgend vertiefte sie sich ganz in die letzte Ausarbeitung ihrer Arbeit für den Bordin-Preis.
Die Arbeiten für diesen Preis mussten anonym eingereicht werden; die Namen der Einsender wurden erst nach der Entscheidung über die Preisvergabe bekannt gegeben. Kowalewskajas Arbeit wurde ausgewählt und für so gut erachtet, dass das Preisgeld auf 5000 Franc erhöht wurde.
Nach der Verleihung des Bordin-Preises Ende 1888 begann Kowalewskaja mit der Niederschrift ihrer Kindheitserinnerungen. Das Buch erschien Weihnachten 1889 in Schweden und war sofort ein großer Erfolg.
Als 1889 ihre Professur auslief, bemühte sie sich in Frankreich sowie in Russland um eine Stelle. In Stockholm setzte sich Mittag-Leffler erneut für sie ein und erreichte, dass ihr im Juni 1889 eine Professur auf Lebenszeit übertragen wurde. In Frankreich wurde sie zum Officier de l’Instruction publique ernannt, was für sie jedoch außer einer beeindruckenden Urkunde keine Vorteile brachte. Auch in Russland wurde ihr keine Stelle angeboten, stattdessen wurde sie dort zum „korrespondierenden Mitglied der Russischen Akademie der Wissenschaften“ gewählt.
Von ihrer Stellung auf Lebenszeit hatte Kowalewskaja nicht mehr viel, da sie am 10. Februar 1891 an einer durch eine Lungenentzündung komplizierten Atemwegsinfektion starb, die sie sich in Cannes zugezogen hatte, und die sich auf der Rückreise über Paris und Berlin, wo sie mit bekannten Mathematikern zusammentraf, verschlimmert hatte. Sie wurde nur 41 Jahre alt. Die Nachricht ihres frühen Todes erschütterte ihre Mathematikerkollegen in ganz Europa.
Der Mathematiker Leo Koenigsberger schreibt in Mein Leben. S. 116–117:

„Ich sah Frau v. Kowalevsky nur noch einmal nach mehr als 20 Jahren wieder, als ich nach meiner Rückberufung von Wien nach Heidelberg von ihr auf der Rückreise von Petersburg nach Stockholm besucht wurde, auf der sie sich die schwere Erkältung zuzog, welcher sie nicht lange darauf, 41 Jahre alt, erlag. Als ich von einem Spaziergange zurückkehrte, fand ich im Salon eine Dame bei meiner Frau, die mir mit den Worten entgegentrat ‚wie bin ich glücklich, Sie wiederzusehen, Herr Professor.‘ Als ich sie ein wenig verlegen begrüßte, sah sie wohl, daß ich sie nicht mehr erkannte – in der Tat war ihre jugendliche Anmut völlig dahin; sie ließ mich raten, aber als ich durch den russischen Akzent in der Sprache verführt, immer vergeblich unter den Verwandten meiner Frau in meinem Gedächtnis herumsuchte, gab sie sich mir endlich zu erkennen. Ich bat sie mit mir in mein Arbeitszimmer zu kommen, und es entwickelte sich natürlich recht bald eine wissenschaftliche Unterhaltung, die sie aber mit einer gewissen Müdigkeit führte – es war eben ein bewegtes, durch viele Schicksalsschläge getrübtes Leben an ihr vorübergegangen. Als ich ihr, durch einzelne Bemerkungen von ihrer Seite veranlaßt, aus vollster Überzeugung meine Meinung aussprach, daß sie doch mit Stolz und Befriedigung auf ihr Leben zurückblicken könne – sie kam eben aus Petersburg, wo die Akademie sie hoch gefeiert hatte – da gab sie mir trübe gestimmt die Antwort, die mir viel zu denken gab und später bei manchen Entschließungen meine Handlung beeinflußt hat, ‚eine Frau ist nur glücklich, wenn ihr die Männer zu Füßen liegen; vielleicht wäre ich glücklicher geworden, wenn ich Novellistin geblieben wäre!‘“

Leopold Kronecker widmete ihr folgenden Nachruf:

„Ich erfülle die traurige Pflicht, den Lesern dieses Journals von dem Hinscheiden der Frau Sophie von Kowalevsky, geb. Corvin-Krukowskoy, Kunde zu geben. Sie wurde am 15. Januar 1851 zu Moskau geboren, verheirathete sich im Jahre 1868, erhielt 1874 in Göttingen, nachdem sie ein Jahr (1869/70) in Heidelberg und dann vier Jahre mit kurzen Unterbrechungen hier in Berlin, vornehmlich unter Herrn Weierstrass’ Leitung, mathematischen Studien obgelegen hatte, auf Grund einer im 80. Bande dieses Journals abgedruckten Dissertation die Doctorwürde und im Jahre 1884 an der Universität Stockholm eine Professur. Die letzte Ferienzeit im December vorigen und Januar dieses Jahres brachte Frau von Kowalevsky bei Verwandten in der Nähe von Nizza zu, hielt sich dann auf der Rückkehr einige Tage in Paris und in Berlin auf und reiste am Montag den 2. Februar von hier nach Stockholm ab. Dort erkrankte sie bald nach ihrer Ankunft an einer Pleuropneumonitis und erlag derselben am Dienstag den 10. Februar Morgens 4 Uhr. So ward sie schon im Alter von 40 Jahren viel zu früh der von ihr mit ausgezeichnetem Erfolge gepflegten Wissenschaft und dem grossen, ihr in Liebe und Verehrung zugethanen Freundeskreise entrissen. Sophie von Kowalevsky (nach ihren letzten Visitenkarten ‚Sonja Kovalevsky‘), verband mit einem ausserordentlichen Talent sowohl für allgemeine mathematische Speculation als auch für die bei der Ausführung specieller Untersuchungen nothwendige Technik gewissenhaften, unermüdlichen Fleiss, hielt bei intensivster Fachthätigkeit stets ihren Sinn für andere geistige Interessen offen, bewahrte dabei immer ihre Weiblichkeit und erwarb und erhielt sich darum im Verkehr auch die Sympathie derjenigen, die ausserhalb ihres fachwissenschaftlichen Kreises standen. Die Geschichte der Mathematik wird von ihr als einer der merkwürdigsten Erscheinungen unter den überhaupt äusserst seltenen Forscherinnen zu berichten haben. Ihr Gedächtniss wird durch die zwar nicht zahlreichen aber werthvollen Arbeiten, welche sie veröffentlicht hat, in der ganzen mathematischen Welt fortdauern, die Erinnerung an ihre bedeutende und dabei anmuthvolle Persönlichkeit wird in den Herzen aller derer fortleben, welche das Glück hatten, sie zu kennen.“

## Ehrungen
Seit 1992 wird von der Russischen Akademie der Wissenschaften für herausragende Leistungen auf dem Gebiet der Mathematik der Kowalewskaja-Preis verliehen. Erste Preisträgerin war Olga Ladyschenskaja.
Die sowjetische Post ehrte Sofja Kowalewskaja durch Herausgabe einer Sonderbriefmarke 1951. Der Nennwert der Briefmarke betrug 40 Kopeken. Die Post Russlands gab 1996 erneut eine Briefmarke mit Kowalewskaja heraus. Der Nennwert betrug 1500 Rubel.
Folgende Einrichtungen oder Dinge tragen überdies ihren Namen:
- Sofja Kowalewskaja ist Namenspatronin des Sofja Kovalevskaja-Preises der Alexander-von-Humboldt-Stiftung.
- Der Satz von Cauchy-Kowalewskaja ist ein Existenz- und Eindeutigkeitssatz für das analytische Cauchy-Problem.
- Der Asteroid (1859) Kovalevskaya ist nach ihr benannt.
- Der Mondkrater Kovalevskaya ist nach ihr benannt.[13]
- An der TU Wien wurde 2006 ein Hörsaal temporär und inoffiziell nach ihr benannt.[14]

## Rezeption

### Schauspiel
Die Brüder Leonid Dawidowitsch und Pjotr Lwowitsch Tur schrieben bereits in der Sowjetunion ein Theaterstück über Kowalewskaja.
Das Deutsche Theater Göttingen brachte das Leben der Sofja Kowalewskaja am 22. Dezember 2016 unter der Regie von Antje Thoms erstmals auf die Bühne. Die Autorin Anne Jelena Schulte hatte die Widersprüche, Sehnsüchte und Kämpfe der Mathematikerin für die Bühne bearbeitet und mit Gegenwartstexten zum Alltag von Frauen in den naturwissenschaftlichen Fakultäten gespiegelt. Diese recherchierte sie an der Universität Göttingen, an der Sofja Kowalewskaja in absentia promoviert hatte.

### Film
- Ein Dokudrama über ihr Leben wurde von Lennart Hjulström 1983 in Schweden gedreht: Berget på månens baksida („Ein Berg auf der Rückseite des Mondes“)[18] mit Gunilla Nyroos als Sofja Kovalewsky und Bibi Andersson als Anne Charlotte Leffler.

## Schriften
- Sonja Kowalewski: Erinnerungen an meine Kindheit. Kiepenheuer, Weimar 1960, DNB 452549965. (Originaltitel: Воспоминания детства, übersetzt von Louise Flachs-Fokschaneanu, redaktionelle Bearbeitung von Noa Kiepenheuer und Friedrich Minckwitz, Nachwort von Leo Hartmann); NA: Jugenderinnerungen. Nachwort von Peter Härtling. 3. Auflage, Fischer, Frankfurt am Main 1987 (Originaltitel: Vospominanija detstva, übersetzt von Louise Flachs-Fokschaneanu, bearbeitet von Marianne Spiegel), ISBN 3-10-041210-9.
- als Sofie von Kowalevsky: Zur Theorie der partiellen Differentialgleichungen. Reimer, Berlin 1874, OCLC 162692229, (Dissertation an der Georg-August-Universität Göttingen 1874, 32 Seiten), Digitalisat der Bayerischen Staatsbibliothek (BSB).
- Reinhard Bölling (Hrsg.): Briefwechsel zwischen Karl Weierstraß und Sofja Kowalewskaja. Akademie-Verlag, Berlin 1993, ISBN 3-05-501338-7.
- Sonja Kowalewska: Die Nihilistin. Verlag der Wiener Mode, Wien / Leipzig / Berlin / Stuttgart 1899, (aus dem Russischen übersetzt von Luise Flachs-Fokschaneanu), OCLC 217802242, Digitalisat der Bayerischen Staatsbibliothek (BSB).
- Mathematician with the soul of a poet : Poems and plays of Sofia Kovalevskaya. Übersetzt, herausgegeben und eingeleitet von Sandra DeLozier Coleman. Bohannon Hall Press, Seattle 2021, ISBN 979-8-9850298-1-9.

## Radio und Podcast
- Sofja Kowalewskaja – Erste Mathematik-Professorin der Welt. Radio-Feature, Deutschland, 2020, 27:50 Min., Buch und Regie: Claudia Heissenberg, Produktion: SWR, Reihe: SWR2 Wissen, Ursendung: 11. Dezember 2020 bei SWR2, online-Audio von ARD-Audiothek, Manuskript und Inhaltsangabe von SWR2.
- Richard Hemmer: GAG375: Sofia Kowalewskaja, „Königin der Wissenschaft“. In: Geschichten aus der Geschichte (Podcast). 30. November 2022.
- Hyperbolische Körper - Frauen in den Naturwissenschaften – eine Begegnung der Mathematikerinnen Sofia Kowalewskaya und Maryam Mirzakhani – Hörspiel von Andrea Geißler, hr 2020; in der ARD-Hörspieldatenbank